# Jogoresan
Jogoresan is een bestuurslaag in het regentschap Purworejo van de provincie Midden-Java, Indonesië. Jogoresan telt 1852 inwoners (volkstelling 2010).